# TVいま時あの時
『TVいま時あの時』（テレビいまどきあのとき）は、1990年10月28日から1992年9月13日までテレビ朝日系列局で放送されていたテレビ朝日製作の情報番組である。全日空の一社提供。放送時間は毎週日曜 18:30 - 18:55 （日本標準時）。

## 出演者

### 司会
- 蓮舫
- 伊東四朗
- 向井亜紀

### データマン
- 佐々木正洋（当時テレビ朝日アナウンサー）[1]

## エンディングテーマ
- We do again （椎名恵）
- 君の生き方をつらぬいて（五十嵐浩晃）
- ダンス・ウィズ・ミー（MOON DOGS）